# Séguéla
Séguéla je grad u Obali Bjelokosti, glavni grad regije Worodougou. Nalazi se 200 km sjeverozapadno od glavnog grada Yamoussoukroa.
Godine 1988. Séguéla je imala 29.003 stanovnika. Stanovništvo govori francuskim i dioula jezikom.